# Hyalotheca laevicincta
Hyalotheca laevicincta là một loài Song tinh tảo trong họ Desmidiaceae, thuộc chi Hyalotheca.